# 三菱重工業名古屋航空宇宙システム製作所
三菱重工業名古屋航空宇宙システム製作所（みつびしじゅうこうぎょうなごやこうくううちゅうシステムせいさくしょ）は、愛知県にある三菱重工業の製作所・工場である。略称は「名航（めいこう）」。

## 概要
1920年（大正9年）に開設された三菱内燃機製造株式会社名古屋工場を前身とする三菱重工業の事業所の一つである。
主に航空機部品の製造、戦闘機やヘリコプターの製造・修理、航空機やロケットの組み立てなどを行っており、名古屋誘導推進システム製作所と共に三菱重工業航空宇宙事業本部の一翼を担っている。
2017年（平成29年）11月30日には、小牧南工場内のMRJ（後にMitsubishi SpaceJetと改称）最終組立工場内に展示施設「MRJミュージアム」を開設した。

## 沿革

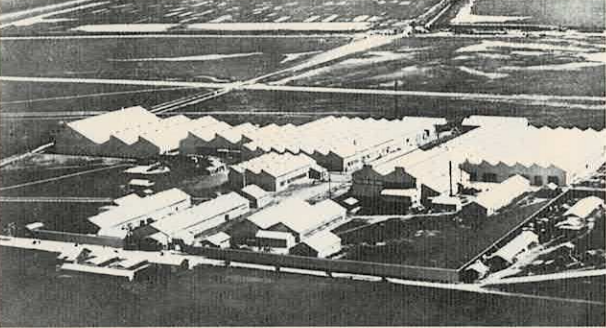
三菱内燃機株式会社名古屋工場（1922年）

- 1920年（大正09年） - 三菱内燃機製造株式会社名古屋工場（現在の大江工場）が開設される[2]。
- 1921年（大正10年） - 三菱内燃機株式会社名古屋工場に名称を変更。
- 1928年（昭和03年） - 三菱航空機株式会社名古屋工場に名称を変更。
- 1934年（昭和09年） - 三菱重工業株式会社名古屋航空機製作所に名称を変更[2]。
- 1938年（昭和13年） - 名古屋航空機製作所から大幸工場[3]を名古屋発動機製作所として分離独立[2]。
- 1945年（昭和20年） - 名古屋大空襲で甚大な被害を受ける。
- 1950年（昭和25年） - 財閥解体により旧三菱重工業は東日本重工業、西日本重工業、中日本重工業に分割される。
- 1952年（昭和27年） - 財閥解体により分割された三社はそれぞれ三菱日本重工業（東日本重工業）、三菱造船（西日本重工業）、新三菱重工業（中日本重工業）、に商号を変更。
- 1952年（昭和27年） - 小牧南工場が開設される[2]。
- 1956年（昭和31年） - 新三菱重工業名古屋製作所から名古屋航空機製作所として分離独立[2]。
- 1964年（昭和39年） - 三菱日本重工業、三菱造船、新三菱重工業の3社が合併し現在の三菱重工業となる。
- 1972年（昭和47年） - 小牧北工場（現在の名古屋誘導推進システム製作所）が開設される[2]。
- 1979年（昭和54年） - 大江分工場（現在の飛島工場）が開設される[2]。
- 1986年（昭和61年） - 名古屋発動機製作所は閉鎖され、小牧北工場に移転される[2]。
- 1989年（平成元年） - 小牧北工場は分離独立し、名古屋誘導推進システム製作所となる。名古屋航空機製作所は名古屋航空宇宙システム製作所に名称を変更[2]。
- 1992年（平成4年） - 大江分工場を飛島工場に名称を変更[2]。
- 2017年（平成29年）11月30日 - 小牧南工場内にMRJミュージアムを開設。
- 2023年（令和05年）6月30日 - スペースジェットの開発中止に伴いMRJミュージアムを閉館。

## 製品

### 航空機

#### 戦前・戦中に生産された航空機
- 旧日本陸軍
  - 己式一型練習機（アンリオ HD.14E2）
  - 八七式軽爆撃機
  - 九二式偵察機
  - 九二式重爆撃機
  - 九三式重爆撃機
  - 九三式双発軽爆撃機
  - 九七式重爆撃機
  - 九七式軽爆撃機
  - 九七式司令部偵察機
  - 九九式襲撃機
  - 九九式軍偵察機
  - 一〇〇式司令部偵察機
  - 四式重爆撃機「飛龍」
  - キ83試作遠距離戦闘機

- 旧日本海軍
  - 一〇式艦上戦闘機
  - 一〇式艦上雷撃機
  - 一〇式艦上偵察機
  - 一三式艦上攻撃機
  - 八九式艦上攻撃機
  - 九六式艦上戦闘機
  - 九六式陸上攻撃機
  - 九七式二号艦上攻撃機
  - 九八式陸上偵察機
  - 零式艦上戦闘機
  - 零式水上観測機
  - 一式陸上攻撃機
  - 局地戦闘機「雷電」
  - 十七試艦上戦闘機「烈風」
  - 十九試局地戦闘機「秋水」（陸海軍共同開発）

- 民間機
  - ひなづる型旅客輸送機（英国エアスピード エンボイのライセンス生産）
  - 雁型通信連絡機「神風号」
  - 三菱式双発飛行機「ニッポン号」
  - MC-20型旅客機

#### 戦後に生産された航空機
- 防衛省向け回転翼機
  - OH-1観測ヘリコプター（川崎重工業、分担生産）
  - ライセンス生産
    - S-51 (H-5)輸送ヘリコプター（シコルスキー・エアクラフト、ノックダウン生産のみ）
    - S-55 (H-19)輸送ヘリコプター（シコルスキー）
    - S-58輸送ヘリコプター / HSS-1哨戒ヘリコプター（シコルスキー、ノックダウン生産のみ）
    - S-62J救難ヘリコプター（シコルスキー、ノックダウン生産のみ）
    - S-61A南極観測支援ヘリコプター/救難ヘリコプター（シコルスキー）
    - HSS-2/2A/2B哨戒ヘリコプター（シコルスキー）
    - MH-53E掃海ヘリコプター（シコルスキーから輸入・国内再組み立てのみ）
    - UH-60J救難ヘリコプター（シコルスキー）
    - UH-60JA汎用ヘリコプター（ライセンスで改造開発）
    - SH-60J哨戒ヘリコプター（シコルスキー、電子機器は国産）
    - SH-60K哨戒ヘリコプター（ライセンスで国内開発、開発名はSH-60J改）
    - SH-60L哨戒ヘリコプター（ライセンスで国内開発）
- 防衛省向け固定翼機
  - T-2高等練習機
  - F-1支援戦闘機
  - F-2戦闘機（ロッキード・マーティン共同開発）
  - T-4中等練習機（川崎重工業、分担生産）
  - P-1哨戒機（川崎重工業、分担生産）
  - C-2輸送機（川崎重工業、分担生産）
  - US-2救難飛行艇（新明和工業、分担生産〈10号機まで[4]〉）
  - ライセンス生産
    - F-86F戦闘機（ノースアメリカン、ノックダウン生産あり）
    - F-104J戦闘機（ロッキード、DJ型はノックダウン生産のみ）
    - F-4EJ戦闘機（マクドネル・ダグラス、EJ改型は国内で改造）
    - F-15J戦闘機（マクドネル・ダグラス、電子機器の一部は国内開発）
    - F-35A戦闘機（ロッキード・マーティン、ノックダウン生産のみ）
- 防衛省向け研究機
  - X-2（防衛省技術研究本部）
- 民間輸送機
  - YS-11（分担生産。整備点検・修理も日本航空機製造から継続して行っている）
  - MU-2
  - MU-300（レイセオンに製造権売却、ビーチジェット400）
  - MH2000
  - Mitsubishi SpaceJet：環境適応型高性能小型航空機（三菱航空機で開発。開発中止）
  - ボーイング製品（共同開発・分担生産）
    - ボーイング737（内側フラップなど生産）
    - ボーイング747（内側フラップなど生産）
    - ボーイング747-400BFC（カーゴドア・扉口パネルの生産）
    - ボーイング767（YX共同開発）
    - ボーイング777（共同開発）
    - ボーイング787（共同開発、複合材製主翼）

  - エアバス製品（分担生産）
    - エアバスA319（シュラウドボックス）
    - エアバスA320（シュラウドボックス）
    - エアバスA321（シュラウドボックス）
    - エアバスA330（後部カーゴドア）
    - エアバスA340（後部カーゴドア）
    - エアバスA380（前・後部カーゴドア）

  - ボンバルディア製品（共同開発）
    - グローバルエクスプレス（主翼・中胴の設計・製造、プロダクトサポート）
    - DASH8 Q-400（リスクシェアリングパートナー：中胴、後胴、垂直尾翼、水平尾翼、エレベーター/ラダー、ドアなど全体の半分近くの設計・製造）
    - CRJ-700/900（後胴の設計・製造、プロダクトサポート） - Mitsubishi SpaceJet開発に伴い中止
    - チャレンジャー300（主翼の設計・製造、概念設計JCDPから参加）
    - チャレンジャー5000（主翼の設計・製造）

  - シコルスキー製品
    - S-92ヘリコプター（共同開発、胴体キャビン担当）
- 航空機部品
- ヘリコプター部品

### 宇宙機器
- ロケットエンジン

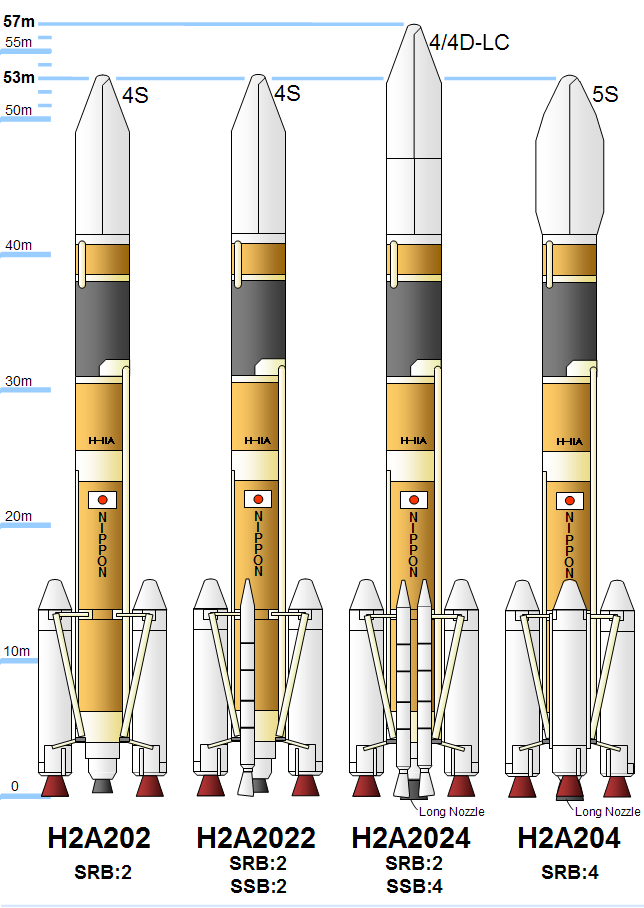
H-IIAロケット ラインナップ

  - LE-7Aロケットエンジン（H-IIAロケット搭載）
  - LE-5Bロケットエンジン（H-IIAロケット搭載）
  - LE-9ロケットエンジン（H3ロケット搭載）
  - LE-5B-3ロケットエンジン（H3ロケット搭載）
- ロケット／衛星用機器
  - N-Iロケット
  - N-IIロケット
  - H-Iロケット
  - H-IIロケット
  - H-IIAロケット
  - H-IIBロケット
  - H3ロケット
  - 国際宇宙ステーション日本実験モジュールきぼう（船内実験室、船内保管室）
  - セントリフュージ（重力発生装置搭載モジュール - CAM）：計画中止
  - HTV（無人宇宙輸送船）
  - HTV-X（新型宇宙ステーション補給機）
- 宇宙機器部品

## 工場
大江工場（愛知県名古屋市港区）
- 敷地面積 220,100m2
- 総合管理や設計・研究、航空宇宙部品の製造等を行う工場である。2015年1月3日に、愛知県西春日井郡豊山町に移転するまでは、設立当初の（現）三菱航空機の本社は、この工場の敷地内に所在していた。また、休館した名古屋航空宇宙システム製作所史料室が小牧南工場より旧事務本館（通称：時計台）に移転し、2020年1月より「大江時計台航空史料室」として新たに開設された[5]。

飛島工場（愛知県海部郡飛島村）
- 敷地面積 155,200m2
- 宇宙機器の製作及び航空機の部分組み立てを行う工場であり、H-IIAロケットや国際宇宙ステーションの日本実験モジュールきぼうの組み立てが行われた。また、H-IIBロケットの開発も行われている。

小牧南工場（愛知県西春日井郡豊山町）
- 敷地面積 297,000m2

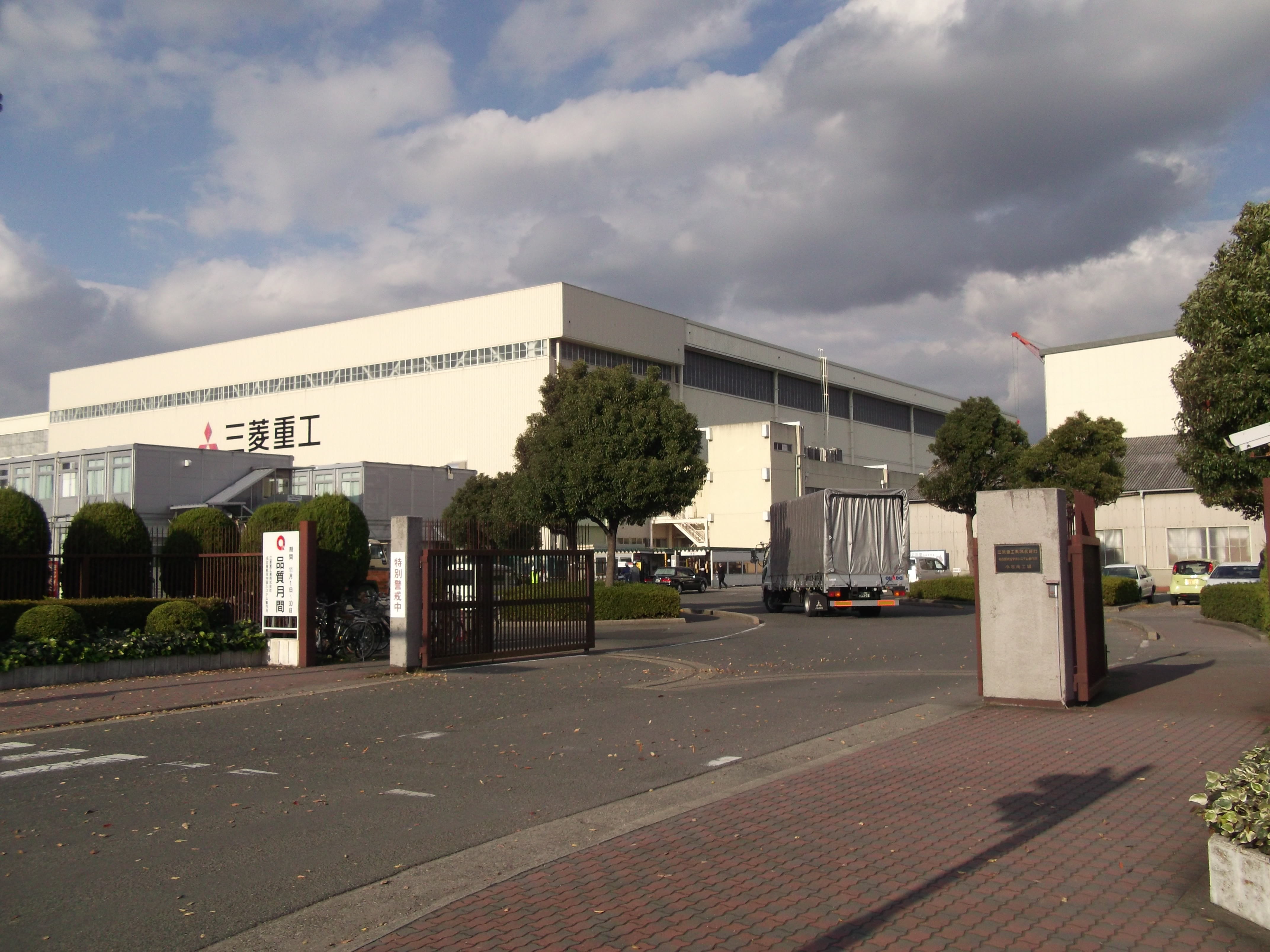
小牧南工場

- 航空機の組み立て、修理や飛行試験等を行う工場。かつては名古屋航空宇宙システム製作所史料室が設置されており予約をすることで見学ができたが、2017年5月末をもって休館。その後大江工場内の旧事務本館（通称：時計台）に移転し、「大江時計台航空史料室」となっている[5]。
- 工場内の第一格納庫は（旧）三菱航空機知多工場の総組立工場（現在の豊田自動織機長草工場敷地内にあった）を移築したものである。
- 愛知県営名古屋飛行場に隣接している。

広島製作所江波工場（広島県広島市中区）
- 2009年（平成21年）10月1日、機械・鉄鋼事業本部の民間機部分構造組立部門を広島工場とし一体運営を行うこととなった。

## MRJミュージアム

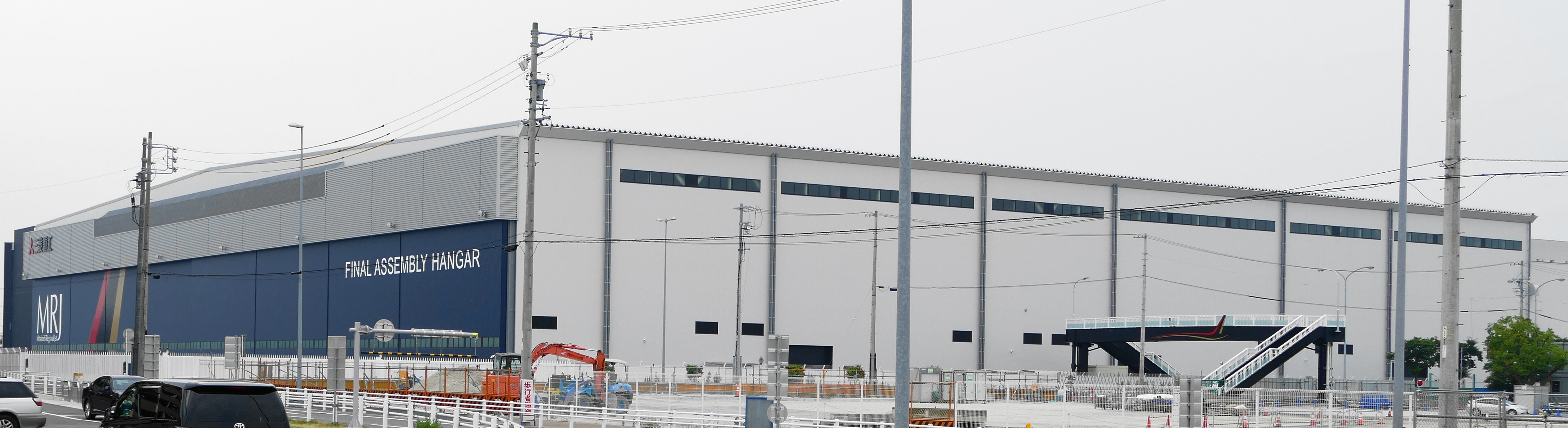
MRJ最終組立工場

MRJミュージアム（エムアールジェーミュージアム）は、小牧南工場のMRJ最終組立工場内に開設されていた展示施設。2017年（平成29年）11月30日にオープンし、工場見学ツアーなどが行われていた。
2020年2月より、新型コロナウイルス感染症の流行に伴い臨時休館していたが、2023年にMitsubishi SpaceJet（三菱リージョナルジェットより名称を変更）の開発中止が発表されると、再開されることもなく同年6月30日をもって閉館することになった。
かつて工場の5階には展示室フロアが開設されており、MRJの実物大モックアップ（カットモデル）や開発初期に作られた木製のエンジン、パイロンの実物大モックアップのほか、製造に使用される部品の展示が行われていた。このほか、2階フロアでは最終組立工場の見学が行われていた。なお、工場見学ツアーは完全予約制で、あいち航空ミュージアム2階にあるMRJミュージアムチェックインカウンターで受付後、シャトルバスで移動する必要があった。

## 関連会社
- 中菱エンジニアリング株式会社
- MHIエアロスペースシステムズ株式会社
- 株式会社MHIエアロスペースプロダクション
- ダイヤモンドエアサービス株式会社
- MHIエアロスペースロジテム株式会社

## 不祥事
- 2001年（平成13年）11月：同製作所の技術新館（8階建て）から将来戦闘機の関連データが保存されたデスクトップパソコン1台が盗まれる事件が発生。パソコンは3階に事務所が入居していたメイテック所有の物だった。
- 2002年（平成14年）4月25日：同製作所の技術者が中央線車内の網棚に将来戦闘機のエンジン関連の資料が入った鞄を置き忘れたまま東京駅で下車し紛失した。その後、JR東日本・警察が捜したが見つからなかった。
- 2002年（平成14年）4月～8月：小牧南工場で定期修理 (IRAN) 中だった航空自衛隊のF-4EJ改戦闘機・F-15DJ戦闘機・RF-4E偵察機など計9機について電気系統のケーブルが切断あるいはプラグが破壊、コネクターのピンが曲げられるなどの事件が発生。現在においても未解決。
- 2007年（平成19年）10月31日 ：小牧南工場と隣接する名古屋飛行場で航空自衛隊のF-2B戦闘機 (43-8126) が墜落する事故が発生。機体定期修理 (IRAN) の最終チェックである社内飛行試験を行うため離陸しようとしたところ、浮揚直後に意図した以上の急激な機首上げ動作が発生し、パイロットがそれを押さえようと機首下げ操作をしたところ今度は意図した以上の急激な機首下げ動作が発生したことにより急降下、機首部分より滑走路に激突、機体を破損させながら滑走路を左方向に逸脱、停止、炎上した。同社社員のテストパイロット2名（共に、元・航空自衛隊パイロット）は脱出したが重傷を負った。この事故の発生を受け航空自衛隊では、同日より11月16日までF-2全機の飛行が中止された。事故の原因は、同社で定期修理を行った際、機体の縦方向の動きを感知するピッチ・レート・ジャイロと、横回転の動きを検知するロール・レート・ジャイロの配線を相互に誤接続してしまっていたことであった。これにより機体を制御するコンピュータに縦方向の動きと横回転の動きが誤って伝達され、パイロットの意図しない動作を機体に発生させてしまったことにより墜落に至ったものであった。
- 2009年（平成21年）11月～12月：小牧南工場で定期修理 (PAR/IRAN) 中だった海上自衛隊のSH-60J哨戒ヘリコプターと航空自衛隊のUH-60J救難ヘリコプターの配線が切断される事件が発生。現在においても未解決。
- 2012年（平成24年）4月4日：大江工場（複合材主翼センター）で製造中のボーイング787の主翼内の配線が切れているのが見つかる。